# Sanzigen
Sanzigen Inc. (яп. 株式会社サンジゲン Кабусики-гайся Сандзигэн) — японская анимационная студия, специализирующаяся на компьютерной анимации. Первоначально была основана в 2003 году, но официально была зарегистрирована в марте 2006 года с приходом бывших сотрудников студии Gonzo. В 2011 году Sanzigen, Trigger и Ordet образовали холдинговую компанию Ultra Super Pictures. Название студии происходит от слова «трёхмерный» (яп. 三次元 сандзигэн).
В 2012 году Sanzigen выиграла специальную награду на фестивале Animation Kobe.

## Работы

### Аниме-сериалы
- Black Rock Shooter (2012, совместно с Ordet)
- Wooser no Sono Higurashi (2012)
- Aoki Hagane no Arpeggio -Ars Nova- (2013)
- Miss Monochrome: The Animation (2013, совместно с Liden Films)
- Wooser no Sono Higurashi Kakusei-hen (2014, совместно с Liden Films)
- Wooser no Sono Higurashi Mugen-hen (2015)
- Miss Monochrome: The Animation 2 (2015, совместно с Liden Films)
- Miss Monochrome: The Animation 3 (2015, совместно с Liden Films)
- Arslan Senki (2015, совместно с Liden Films)
- Bubuki/Buranki (2016)
- Bubuki/Buranki: Hoshi no Kyojin (2016)
- ID-0 (2017)
- Pastel Life (спин-офф)
- BanG Dream! (продолжение)

### Анимационные фильмы
- 009 Re:Cyborg (2012, совместно с Production I.G)
- Shin Gekijou-ban Initial D Legend 1 -Kakusei- (2014, совместно с Liden Films)
- Aoki Hagane no Arpeggio -Ars Nova- DC (2015)
- Aoki Hagane no Arpeggio -Ars Nova- Cadenza (2015)
- Shin Gekijou-ban Initial D Legend 2 -Tousou- (2015, совместно с Liden Films)
- Shin Gekijou-ban Initial D Legend 3 -Mugen- (2016, совместно с Liden Films)